# Аллен, Шейла (английская актриса)
Ше́йла А́ллен (англ. Sheila Allen; 22 октября 1932, Чард, Сомерсет, Англия, Великобритания — 13 октября 2011, Лондон, Англия, Великобритания) — английская актриса.

## Биография
Шейла Аллен родилась 22 октября 1932 года в Чарде (графство Сомерсет, Англия, Великобритания) в семье Уильяма Аллена и Дороти Поттер.
В начале 1950-х годов Шейла начала играть в театрах. Часто играла в Шекспировских пьесах.
В 1955—2005 года Шейла снималась в кино. Её дебют в кино — небольшая роль в фильме «Признание» (1955), последней работой в кино стала роль в фильме «Гарри Поттер и Кубок огня» (2005). Всего Аллен сыграла 52 роли в фильмах и сериалах.
Некоторое время Шейла занималась преподаванием актёрского мастерства. Одним из её учеников был Майкл Клесик, ставший успешным актёром.
Шейла скончалась 13 октября 2011 года в Лондоне (Англия, Великобритания) за 9 дней до своего 79-летия. На момент смерти Аллен находилась в разводе с Дэвидом Джонсом, от которого у неё было два сына — Джозеф Джонс и Джесси Джонс.